# Lin Yueshan
Dans ce nom chinois, le nom de famille, Lin, précède le nom personnel Yueshan.
Pour les articles homonymes, voir Lin.
Lin Yueshan (en chinois : 林月山 ; pinyin : Lín Yuèshān), née le 19 octobre 1988 à Guangdong, est une archère handisport chinoise. Elle est championne paralympique par équipes avec He Zihao aux Jeux de 2020.

## Carrière
Lin est amputée de sa jambe gauche à l'âge de 5 ans après un accident de la route.
Concourant en double mixte en arc à poulies aux Mondiaux 2019, la paire composée de Lin et He améliore le record du monde de 14 points avec 1395 points. Pour ses premiers Jeux en 2016, elle rafle l'argent en arc à poulies, battue en finale par sa compatriote Zhou Jiamin.
Lors des Jeux paralympiques d'été de 2020, Lin Yueshan remporte la médaille d'or par équipes mixte en arc à poulies avec son partenaire He. Elle participe à l'épreuve individuelle féminine mais est éliminée en huitième de finale.